# عشق‌بازان (فیلم)
عشق‌بازان (انگلیسی: The Lovemakers) با نامِ اصلیِ شب زفافِ دکتر دانیلی، کارخانه‌دار با مجموعه… عروسک‌ها (ایتالیایی: La prima notte del dottor Danieli, industriale, col complesso del... giocattolo) یک فیلم کمدی سکسی سبک ایتالیایی  به کارگردانی جووانی گریمالدی است که در سال ۱۹۷۰  منتشر شد.

## گزیدهٔ بازیگران
- لاندو بوتسانکا
- فرانسواز پروو
- کاتیا کریستین
- آلفردو ریتسو
- کارلو اسپوزیتو
- لیندا سینی
- انتسو گارینی
- رناتو مالاواسی
- ایرا فون فورستنبرگ
- سارو اورزی